# 홋카이도도 제225호선

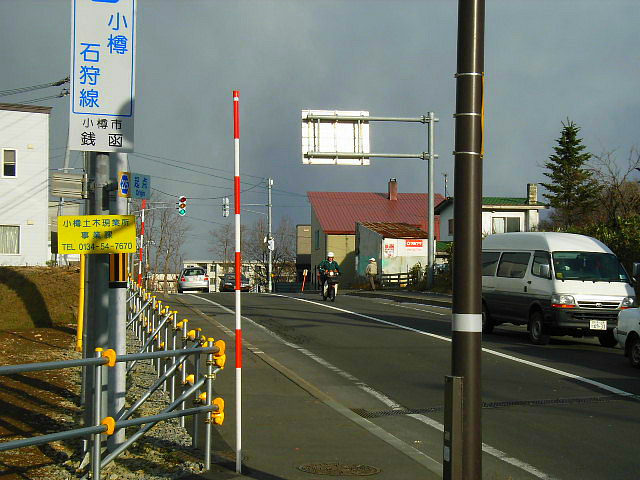
기점 (오타루시, 2004년 11월 촬영본)

225번 홋카이도도(일본어: 北海道道225号小樽石狩線→홋카이도도 225호 오타루-이시카리선)는 홋카이도 오타루시에서 삿포로시 데이네구를 거쳐 이시카리시까지 이어지는 일본의 도도(都道) 노선이다.